# Пранде, Альберт
А́льберт Пра́нде (латыш. Alberts Prande; 23 июня 1893 — 18 октября 1957) — латышский художник, историк искусств.

## Биография
Альберт Пранде родился 23 июня 1893 года в Дигнайской волости (ныне — Екабпилсский край Латвии).
Окончил Якобштадтское торговое училище и Рисовальную школу Императорского общества поощрения художеств в Петербурге (1915).
Работал редактором «Илустрета журнала» (1921—1926), инспектором (1927—1929) и директором Латвийской Национальной оперы (1929—1931), заведующим отделом иллюстраций журнала «Атпута» (1931—1937), заведующим библиотекой Латвийской академии художеств (1936—1944).
В 1944 году эмигрировал в Германию, в 1951 году переехал на постоянное место жительство в США.

## Творчество
Принимал участие в выставках с 1920 года. Писал главным образом пейзажи в реалистичной манере. Работал в области книжной графики. Был членом художественного объединения «Садарбс», автором книг о Николае Рерихе (1939) и Карле Гуне (1943). Участвовал в создании сборников «Памятный венок павшим латышским героям» и «Портреты латышских писателей» (обе 1926).
Умер 18 октября 1957 года в Милуоки.